# سفري
.

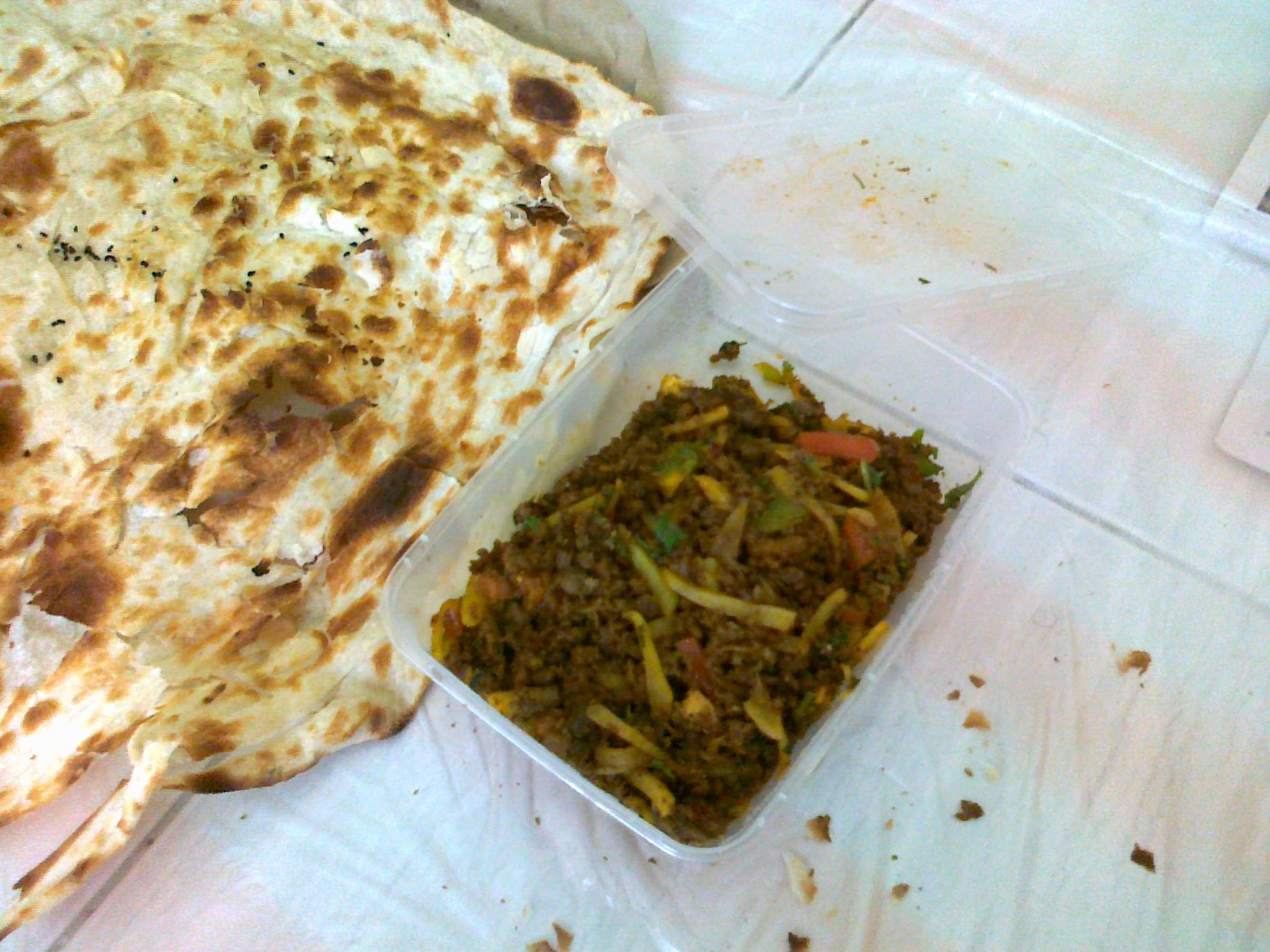
دقة سفري معبأة بداخل وعاء بلاستيكي.

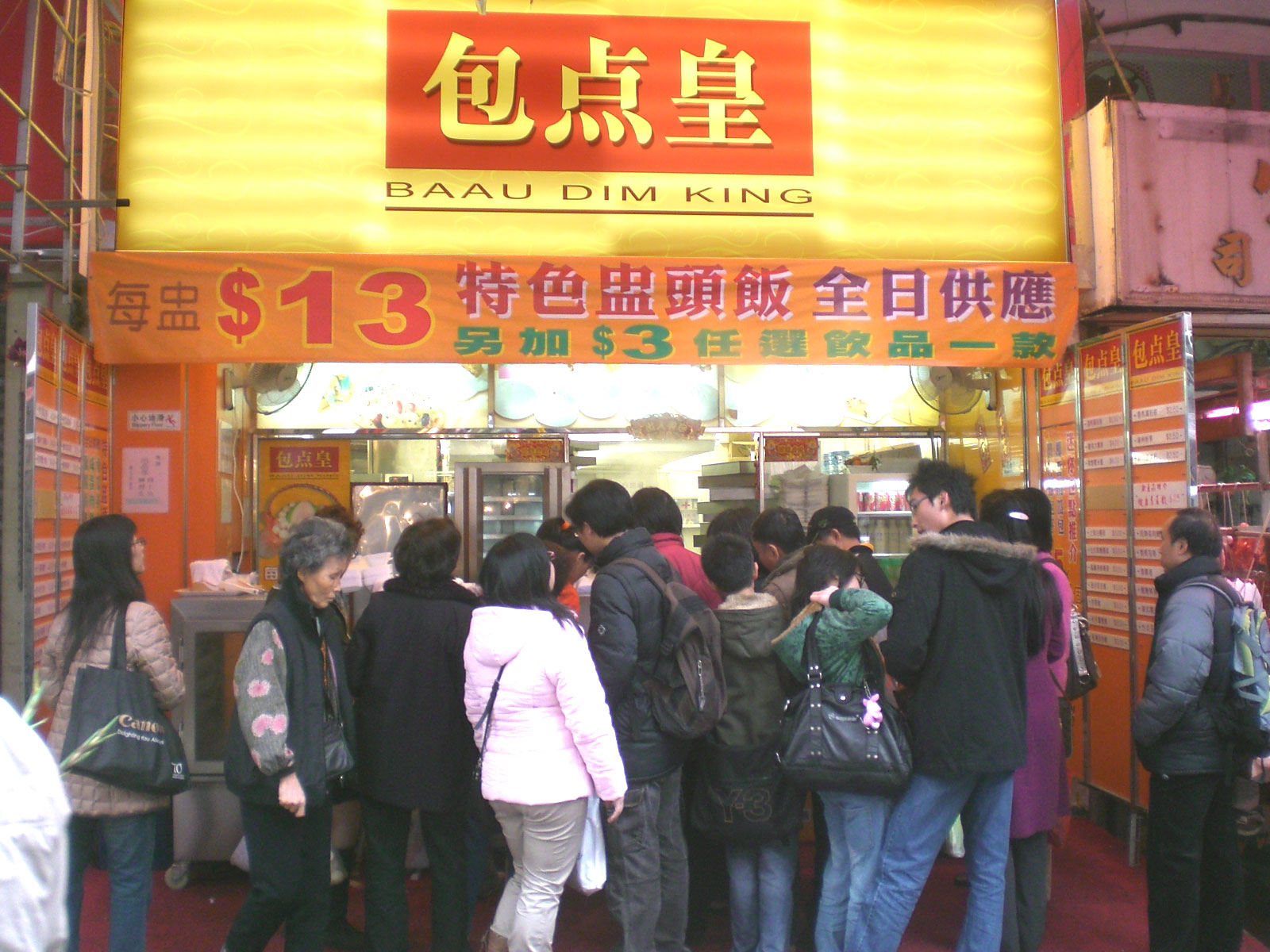
أناس يشترون الطعام من مطعم سفري صيني

سفري من سفر، ويقصد بها الطعام المحضر الجاهز للأكل، والذي يشترى في العادة من المطعم ليؤكل في مكان آخر. ظهرت هذه التعبئة متزامنة مع ظهور المطاعم السفرية، والتي عادة ما تكون عبارة عن كشك لبيع الطعام الجاهز والوجبات السريعة، دون أن تملك مقاعد أو أماكن للزبائن ليأكلوا فيها، فتعبئ الوجبات غالبًا داخل أوعية بلاستيكية أو أغلفة كرتونية. ازدادت أهمية هذه التعبئة خصوصًا في الوقت الحاضر وذلك لانشغال الناس بالأعمال والوظائف، فيفضلون أن يأخذوا طعامًا سفريًا يأكلونه وهم في أعمالهم أو في سياراتهم.

## معرض صور

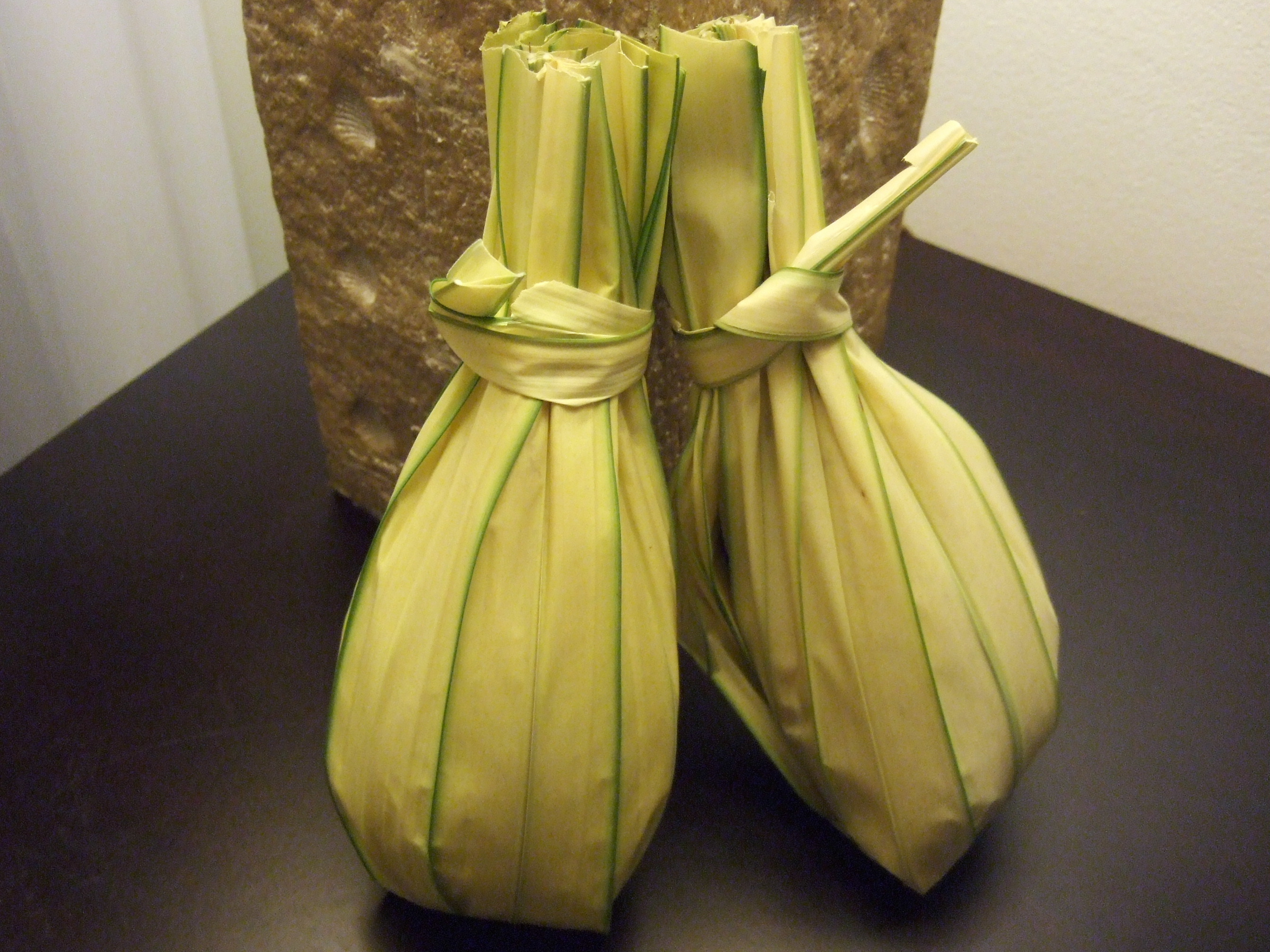
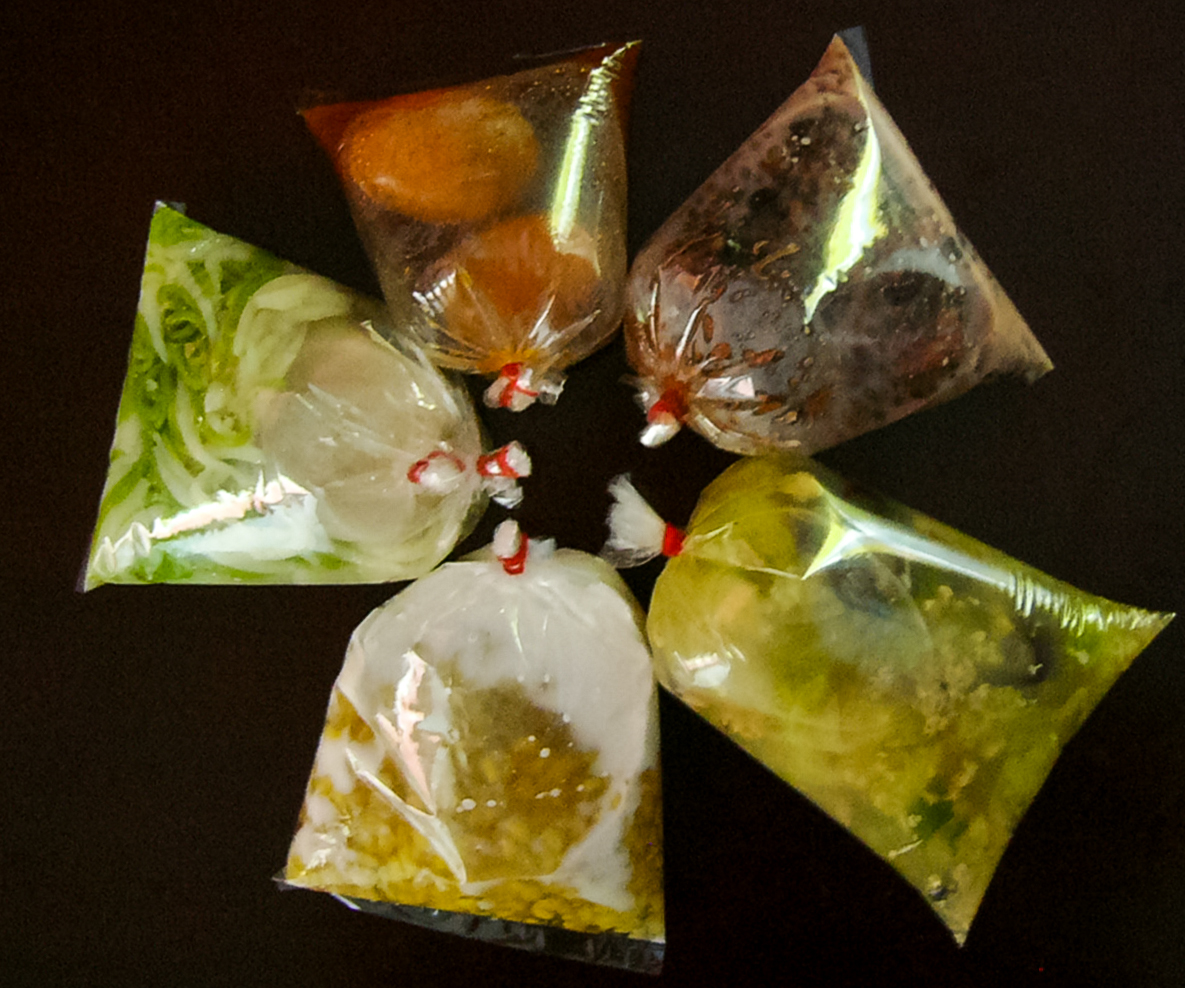
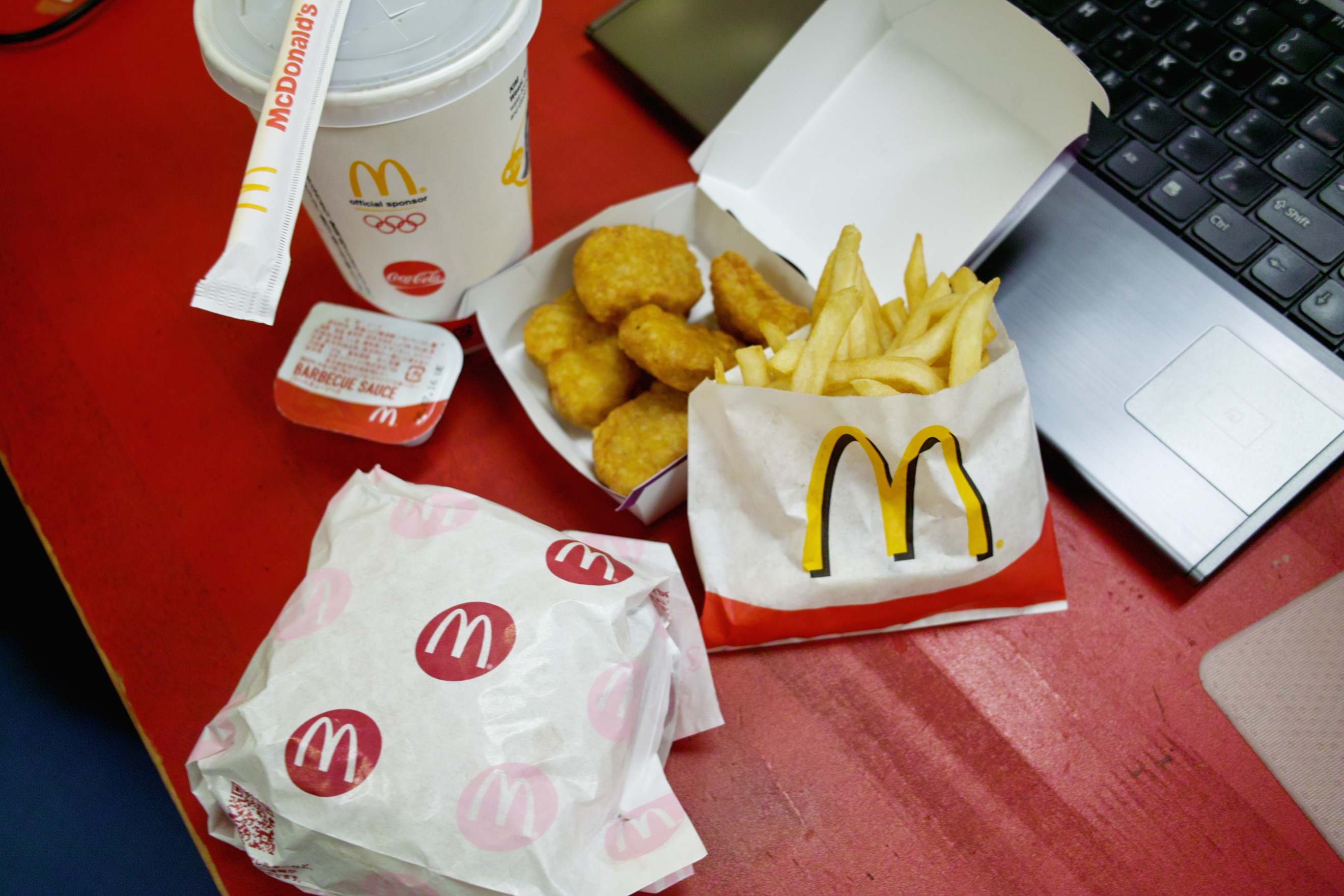
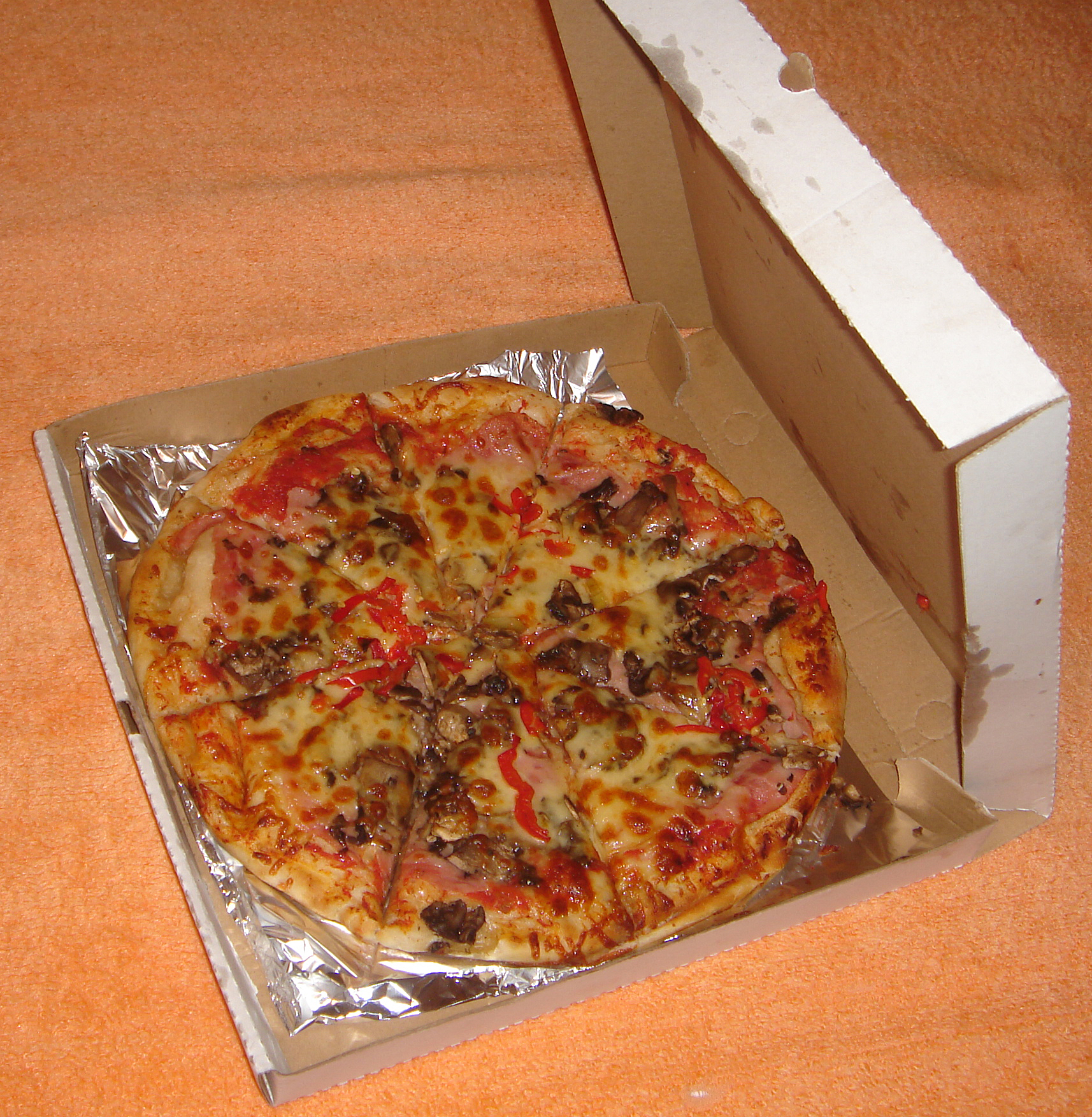